# Koma (Ethnie)
Die Koma (Komba) sind eine Ethnie im Norden des heutigen Ghana, welche im Gebiet zwischen den Flüssen Kulpawn und Sisili nordwestlich ihres Zusammenflusses bis etwa zum nördlichen Breitenparallel 10° 30’ N beheimatet ist. Verwaltungstechnisch gehört ihr Kernsiedlungsbereich zur südöstlichen Upper West-Region von Ghana. Die Koma sprechen eine Sprache, die Konni genannt wird (alternative Bezeichnungen: Koma, Komung) und welche mit zur Gur-Gruppe der Niger-Kongo-Sprachen gehört.

## Die Koma
Die Koma sind mit 3.800 Personen (Schätzung von 2003) eine zahlenmäßig sehr kleine Ethnie in Ghana, die vornehmlich in der Upper-West Region im ghanaischen Norden beheimatet ist. Ihr Siedlungsgebiet verteilt sich im Wesentlichen auf die Dörfer Yikpabongo, Tantuosi, Wumobri (Wuntubre), Nangruma, Senta/Tinggala und Bayeba Tiging (Im letzteren Fall sind es jedoch nur drei Gehöfte, die von Koma bewohnt werden). Tantuasi ist allerdings bereits in der Upper East-Region von Ghana gelegen. Bei den Siedlungen Barisi, Zangbieri, Gubong und Walemanya (Walimija) handelt es sich um aufgegebene Koma-Dörfer. So zog zum Beispiel im Falle von Barisi im Jahre 1993 die dortige Koma-Bevölkerung komplett nach Yikpabongo um. Umgeben ist das Koma-Siedlungsgebiet von Dörfern der Sisala, Bulsa und Mamprussi. Vereinzelt findet man auch einige Fulani-Nomaden im Koma-Gebiet.
Die Ethnie ist erst in den 1960ern erstmals von britischen Linguisten wissenschaftlich untersucht worden. Dieses erst sehr späte Bekanntwerden lag zum einen in ihrer Kleinheit als Gruppe begründet, als auch in der verkehrsgeografischen Isolation ihres Siedlungsgebiets. Noch in den 1980ern gab es weder Brücken über dem Kulpawn und dem Sisili in deren Abschnitten, zwischen denen sich die Koma-Siedlungen befinden, noch befestigte Straßen zum und im Komagebiet. Bei Regenzeit ist das Land selbst mit moderner Geländewagentechnik nur sehr schwierig befahrbar.
Sprachlich sind die Koma am nächsten verwandt mit den Bulsa, von denen sie sich aber in anderen Bereichen unterschieden, so dass beide Ethnien gegeneinander und vor allem gegenüber den benachbarten Sisala und Mamprusi abgegrenzt werden. So findet man zum Beispiel die Koma-Gehöfte von Yikpabongo nicht wie bei den Bulsa von gehöftzugehörigem Ackerland umgeben, sondern die Koma betreiben landwirtschaftlichen Feldbau auf sog. Buschfeldern (englisch: bush-farms) weit außerhalb des Dorfes. Auch das Vieh wird nicht wie bei den Bulsa für die Nacht in Viehhöfe der Krals getrieben, sondern in große, eingezäunte Viehkrals auf dem freien Platz zwischen den Gehöften. Des Weiteren findet man zum Beispiel bei den Koma nicht die von den Bulsa her bekannten großen irdenen Ahnenschreine vor den Gehöften, sondern diese sind bei den Koma wesentlich kleiner, haben zumeist die Form einer Halbkugel und befinden sich an den Innenseiten der Wände eines jeweiligen Wohnhofes.

## Koma-Terrakotten

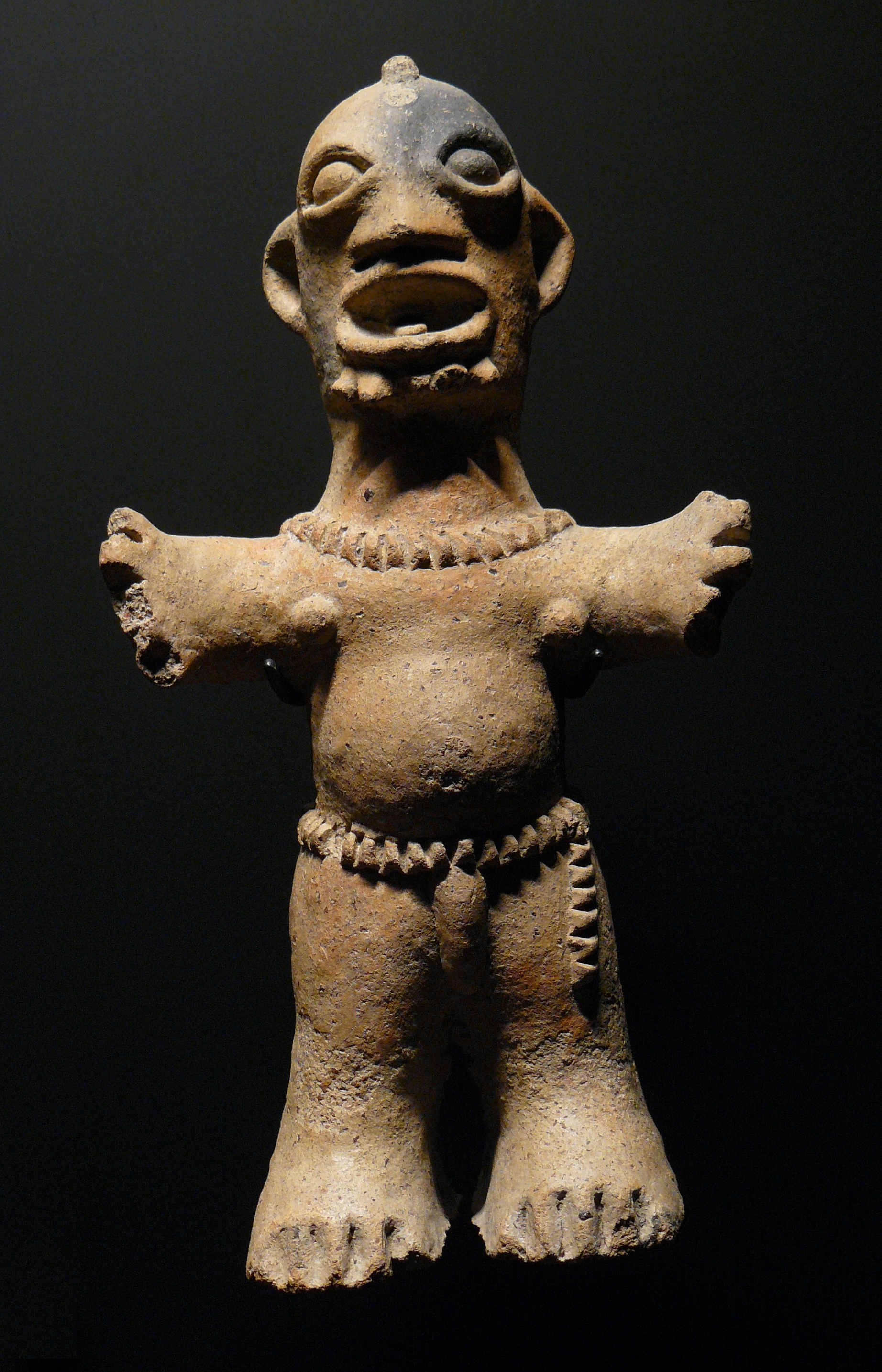
Koma-Figur, Terrakotta

Eine weit über das Land hinausreichende Berühmtheit erlangten die Koma durch die sog. Koma-Terrakotten, die man nach einem Zufallsfund in den 1960ern seitdem im Komaland, als auch bei den benachbarten Bulsa, in großer Anzahl gefunden hat und dies sowohl durch die einheimische Bevölkerung als auch durch offizielle archäologische Ausgrabungen, die im März 1985 begannen. Die Figuren wurden in vielen Fällen unbeabsichtigt bei der Errichtung von Häusern gefunden, aber seitdem es einen internationalen Markt dafür gibt, werden sie auch gezielt und illegal ausgegraben. Diese Terrakotta-Figuren werden, zumindest von den benachbarten Bulsa, als steinerne Abbilder von Ahnen gedeutet, die Grabbeigaben darstellen. Sie stammen, wie die Koma auch selbst sagen, jedoch nicht von ihren Vorfahren, sondern von den Leuten, die in ihrem Gebiet gesiedelt haben, bevor man das von den Vorgängern verlassene Land besetzt hat. So soll sich zum Beispiel die heutige Ortsbezeichnung Yikpabongo aus „Dzikpiebongo“ ableiten, was übersetzt „Ruinen im Wald“ bedeutet, da man den Ort auf den vorgefundenen Ruinen einer älteren Bevölkerungsschicht errichtete. Eine Altersbestimmung an einem der Terrakotta-Fundstücke, die mittels einer Thermolumineszenzdatierung vorgenommen wurde, ergab ein Alter von 405 ± 135 Jahren. Thermolumineszenz-Datierungen an weiteren Stücken verwiesen auf ein Alter zwischen 400 und 800 Jahren. Die Entstehungszeit dieser Figuren, welche zwischen 1200 und 1600 angesetzt werden kann, überschneidet sich mit der Entstehungszeit der Terrakottafiguren des Niger-Binnendeltas. Die Darstellungen von Menschen und Tieren beider Kulturen zeigen bemerkenswerte Gemeinsamkeiten.
Warum die Gegend vor der Ankunft der Koma verlassen wurde, weiß man nicht. Wahrscheinlich trugen Tropenkrankheiten dazu bei, denn die Gegend ist u. a. bekannt als Region, in der Onchozerkose (Flussblindheit) endemisch auftritt. Der Erreger der Flussblindheit, ein parasitärer Mikro-Fadenwurm (Filaria) der Art Onchocerca volvulus, wird (speziell in den Gegenden Nordghanas) von den Weibchen der Kriebelmücken (Simulium damnosum), die dem Parasit als Träger dienen, auf den Menschen übertragen. Möglicherweise sind Tropenkrankheiten auch einer der Gründe für die Kleinheit des Koma-Volkes.
Im religiösen Kult der Koma spielen die alten Terrakotta-Figuren keine besondere Rolle, obgleich bei vielen Koma eine gewisse Ehrfurcht vor den Figuren vorhanden ist, was sich darin zeigt, dass diese Figuren zumeist an besonderen Orten aufbewahrt werden, die auch der religiösen Kultausübung dienen. Die sonst im Norden Ghanas mitunter anzutreffende Regelung, dass man sich bedeutenden religiösen Heiligtümern nur mit entblößtem Oberkörper nähern darf, besteht bei den Koma jedoch nicht.
Obwohl sie keine Kunstwerke der Koma sind, haben diese Keramikfiguren unter dem Begriff „Koma-Terrakotten“ Eingang in die wissenschaftliche Fachwelt gefunden. In Deutschland sind einige der Koma-Figuren im Hetjens-Museum (Deutsches Keramikmuseum) in Düsseldorf für die Öffentlichkeit ausgestellt.

### Internationales Verkaufsverbot
Koma-Terrakotten stehen mit auf der Roten Liste vom ICOM (International Council of Museums) und sind gesetzlich geschützt, so dass sie nicht ohne Zustimmung der Regierung Ghanas exportiert werden dürfen. Alte Koma-Terrakotten werden in Ghana allerdings auch heute noch vielerorts Touristen zum Kauf angeboten.

## Artikelquellen
- Franz Kröger, Die Terrakottafunde des Koma-Gebietes (Nordghana), Paideuma, 34 (1988) 129-142
- Hans Scheutz (Hrsg.) Die vergessene Kultur – Terrakotten aus Nordghana / The Forgotten Culture – Terracottas from North Ghana,  Lit, Wien 2016, ISBN 978-3-643-50780-8

## Weiterführende Literatur
zur Ethnologie der Koma:
- Franz Kröger & Ben Baluri Saibu: First Notes on Koma Culture. Life in a Remote Area of Northern Ghana, Lit, Berlin 2010, ISBN 3-643-10543-6

zur Sprache Konni:
- Tony Naden: Première note sur le Konni, Journal of West African Languages, 14 (2) (1986) 76-112

zum Thema Flussblindheit in Nord-Ghana:
- John M. Hunter: River blindness in Nangodi, Northern Ghana. A hypothesis of cyclical advance and retreat, The Geographical Review (New York), 56 (3) (1966) 398-416